# Heiliger See (Angermünde)
Der Heilige See ist ein Gewässer auf der Gemarkung der Stadt Angermünde im Landkreis Uckermark im Land Brandenburg.
Der See liegt westlich des Stadtzentrums und dort nördlich des Ortsteils Altkünkendorf. Nordöstlich liegt der Wolletzsee. Zwischen den beiden  Gewässern besteht eine Verbindung über den Heiligen Seegraben, der am westlichen Ufer in nordwestlicher Richtung verläuft und nach rund 830 m in die Welse mündet, die wiederum in den Wolletzsee entwässert. Am südwestlichen Ufer befindet sich ein rund 630 m langer Zufluss, der ebenfalls als Heiliger Seegraben bezeichnet wird. Im Jahr 2010 hat der Wasser- und Bodenverband diesen Graben erneuert und ein sechs Meter langes Stahlrohr eingezogen. Damit soll künftig Überschwemmungen vorgebeugt werden, die durch Biberdämme in der Vergangenheit zu Schäden an den angrenzenden Wohngebäuden geführt hatten. Der See speist sich aus Grundwasser aus dem Grumsiner Forst/Redernswalde. Am südlichen Ufer befindet sich eine kleine Badestelle.